# Мадридская телебашня
Мадридская телебашня (исп. Torrespaña) — сталебетонная телевизионная башня высотой 231 метр, расположенная в Мадриде. С башни вещают национальные наземные телеканалы RTVE, Telecinco, Antena 3 и Cuatro, а также автономный канал Telemadrid и несколько радиостанций.
Башня была построена в 1982 году в честь Чемпионата мира по футболу и находилось в ведении RTVE до 1989 года, когда контроль над радио- и телевещанием на территории Испании был передан Retevisión. В Мадриде она известна под названием «Пирули», что объясняется сходством между башней и особым видом лолипоп конической формы, очень популярным в Испании в восьмидесятые годы.
1. ↑  https://www.emporis.com/buildings/111983/torrespana-madrid-spain